# Linia kolejowa nr 568
Linia kolejowa nr 568 Sitkówka Nowiny – Szczukowice – pierwszorzędna, jednotorowa, zelektryfikowana linia kolejowa łącząca stację węzłową Sitkówka Nowiny na linii kolejowej nr 8 z posterunkiem odgałęźnym w Szczukowicach na linii kolejowej nr 61. Umożliwia ona przejazd między Buskiem-Zdrój (linia kolejowa nr 73) / Krakowem a Włoszczową z pominięciem stacji kolejowej Kielce Główne. 
Na łącznicy prowadzony jest wyłącznie ruch pociągów towarowych. Ma ona status linii o znaczeniu państwowym.